# 농소중학교
농소중학교(農所中學校)는 대한민국 울산광역시 북구 호계동에 있는 공립 중학교이다.

## 학교 연혁
- 1953년 5월 9일 : 농소중학교 3학급 설립인가
- 1953년 6월 5일 : 농소중학교 개교
- 1955년 3월 25일 : 제1회 졸업(42명)
- 2022년 3월 1일 : 제33대 김광명 교장 취임
- 2023년 1월 5일 : 제69회 졸업식(168명, 총 15,497명)
- 2023년 3월 2일 : 제72회 입학(193명)

## 참고 자료
- 농소중학교 - 한국교육학술정보원 학교알리미